# کشورهای آندی
کشورهای آندی (اسپانیایی: Estados Andinos‎) به هفت کشور آمریکای جنوبی گفته می‌شود که بخشی از مساحت آن کشورها در محدوده رشته کوه آند قرار دارد.

## فهرست کشورهای آندی
- آرژانتین
- اکوادور
- بولیوی
- پرو
- شیلی
- کلمبیا
- ونزوئلا